# Márkus Emília
Márkus Emília (Szombathely, 1860. szeptember 10. – Budapest, 1949. december 24.) magyar színésznő, a Nemzeti Színház örökös és tiszteletbeli tagja.

## Családja
Édesapja, Márkus József (1822–1873), a Sopron vármegyei Csernelházán született. 1845. június 15-én kapott Szombathelyen polgárjogot, új lakóhelyén gombkötőként kereste kenyerét. Édesanyja Horvát Anna Rozália (1823–1916) volt. A szülők 1846. november 25-én kötöttek házasságot Szombathelyen, frigyükből a következő gyermekek születettek:
- Márkus István (1847–1880) újságíró, politikus;
- Márkus Miklós (1849–1882) író, költő;
- Márkus József (1852–1915) országgyűlési képviselő, Budapest főpolgármestere;
- Márkus Elek (1854–1874) műegyetemi hallgató;
- Márkus Imre (1856–1945) budapesti I. kerületi elöljáró (felesége Schumy Magda);
- Márkus Emília (1860–1949) színésznő;
- Márkus Irma Mária (1858–1916), postupici Kostka Antalné

Anyai nagybátyja: Horvát Boldizsár, 1867 és 1871 között az Andrássy-kormány igazságügy-minisztere volt.
1882-ben Pulszky Károly művészettörténész felesége lett és ezentúl P. Márkus Emília néven ismerték. Leányaik Pulszky Tessza (Terézia) színésznő és Pulszky Romola írónő, balett-táncos. (Előbbi egy híres, dán származású bécsi operaénekes, Erik Schmedes  felesége lett; utóbbi a világhírű orosz cári balett szólótáncosának, Vaclav Nyizsinszkijnek a neje.)
Második férjével, Andor Oszkárral többéves együttélés után, 1903-ban kötött házasságot. Mivel akkor már hosszú évek óta P. Márkus Emíliaként ismerték a köztudatban első férjének neve után, ezért erről a névről nem akart lemondani. Így azt találta a legjobb megoldásnak, ha férje változtatja meg a nevét Andorról Párdányra, így a P betű megmaradhatott a színésznő nevében. Tehát 1903-ban Párdány Oszkár miniszterelnöki sajtótudósító feleségeként neve továbbra is P. Márkus Emília maradt.

## Életútja
A „Szőke Csoda”

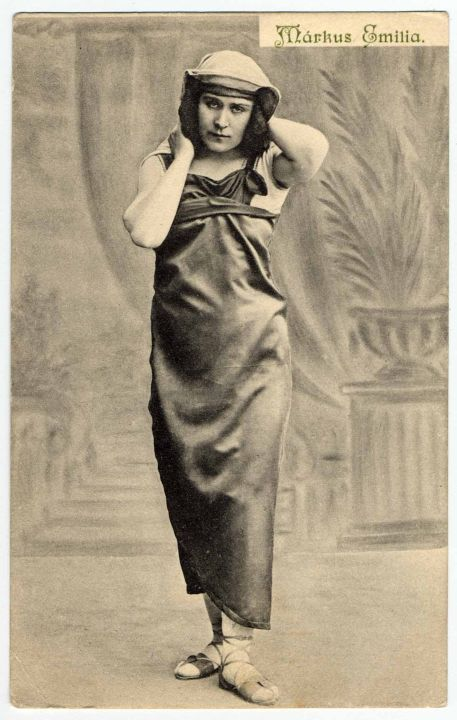
1897-ben, Az ember tragédiája előadásán

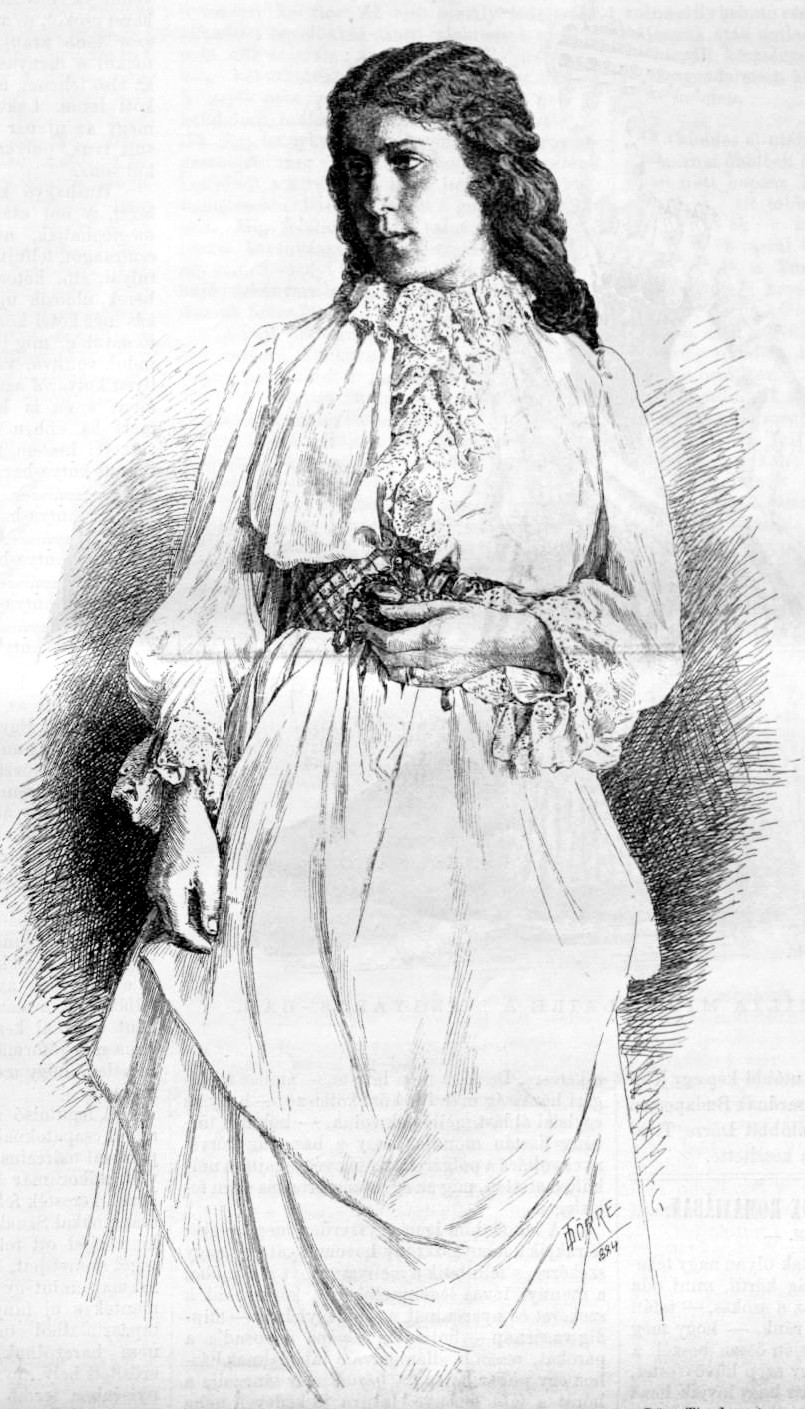
Márkus Emília mint Esztella Bartók Lajos Kendi Margit című drámájában, id. Dörre Tivadar ceruzarajza

P. Márkus Emilia a Nemzeti Színház úgynevezett Paulay-korszakának egyik legnagyszerűbb drámai szereplője, akit az ösztönös tehetség kalauzolt a szombathelyi tekintélyes, művelt patrícius családból a magyar színművészet világába, az országos színitanodába. A gyönge testalkatú, filigrán megjelenésű, beszédes szemű, szőke úrileányt egyik tekintélyes rokonuk, Horvát Boldizsár miniszter támogatta. Az ő kettős érdeme, hogy nemcsak fölismerte a gyermek színésznői kvalitásait, de tekintélyével le tudta szerelni a család ellenkezését is. Így 1874 őszén a serdülő leány bekerülhetett  a Színművészeti Tanodába.
Elsőéves volt, amikor 1875. október 23-án először színpadra lépett ifj. Alexandre Dumas: Alfonz úr című darabjában, Adrienne szerepében, a Budai Várszínházban, s mindjárt a „Szőke Csoda” becenevet kapta tisztelőitől. Ettől kezdve mindenki nagy jövőt jósolt a bájos fiatal színpadi jelenségnek, aki a legmerészebb várakozásokat is túlszárnyalta, mire 1878-ban elvégezte tanulmányait. Utolsó éves volt a Színművészeti Akadémián, amikor 1877-ben a Nemzeti Színházhoz szerződött, és még abban az évben, 17 évesen a címszerepet játszotta Shakespeare: Rómeó és Júlia című darabjában. A legnevesebb kritikusok szuperlatívuszokban nyilatkoztak a fiatal színésznőről, s a Nemzeti Színház műsorában is fontos helyet kapott pl. Noémi, Francillon, Ophelia, Nóra, Erzsébet és Stuart Mária, Kressida, Desdemona, Júlia, Iza, Claire, Mathilde, A tenger asszonya, Boszorkány, Iréné, Kaméliás hölgy, A névtelen asszony, Mária Terézia, a Csiky-darabok összes szende-szerepei, Thurán Anna, Első szerelem, a Csók királynője, Utolsó szerelem, Monna Vanna, Echegeray drámáinak fő női szerepei, Csongor és Tünde, Fekete gyémántok, Szigetvári vértanúk és számos más emlékezetes alakításában. A legrosszabb szerepeket is sikerre vitte átütő személyisége. Vendégszereplésre még csak rászánta magát, de semmi pénzért el nem szerződött attól a színháztól, amely 1877-ben először alkalmazta.
1901-ben az első magyar némafilmben, A tánczban Salomé szerepét táncolta el. A Kisfaludy Társaság 1921-ben a Greguss-díjat neki ítélte oda. 1928-ban a Nemzeti Színház örökös és tiszteletbeli tagja, az Országos Színészeti Akadémiának 1929-től tiszteletbeli tanára lett. 1930-ban Corvin-koszorút kapott. 1932-ben nyugdíjazták, ám tíz évig játszott még a Nemzetiben, 1942. augusztus 15-én volt utolsó premierje, Zilahy Lajos darabjában, A házasságszédelgőben. 1946 őszén a Magyar Színházban három estén keresztül játszotta a Szülők lázadásában Holm tanácsosné  szerepét. 1947 nyarán a Vígszínházban fellépett a „Mi lenne, ha…” című műsorban, ahol Ady-verseket szavalt. 1949 szentestéjén, december 24-én hunyt el, 89 évesen. December 27-én a Nemzeti Színház rendezett dísztemetést tiszteletére.

## Fontosabb színházi szerepei

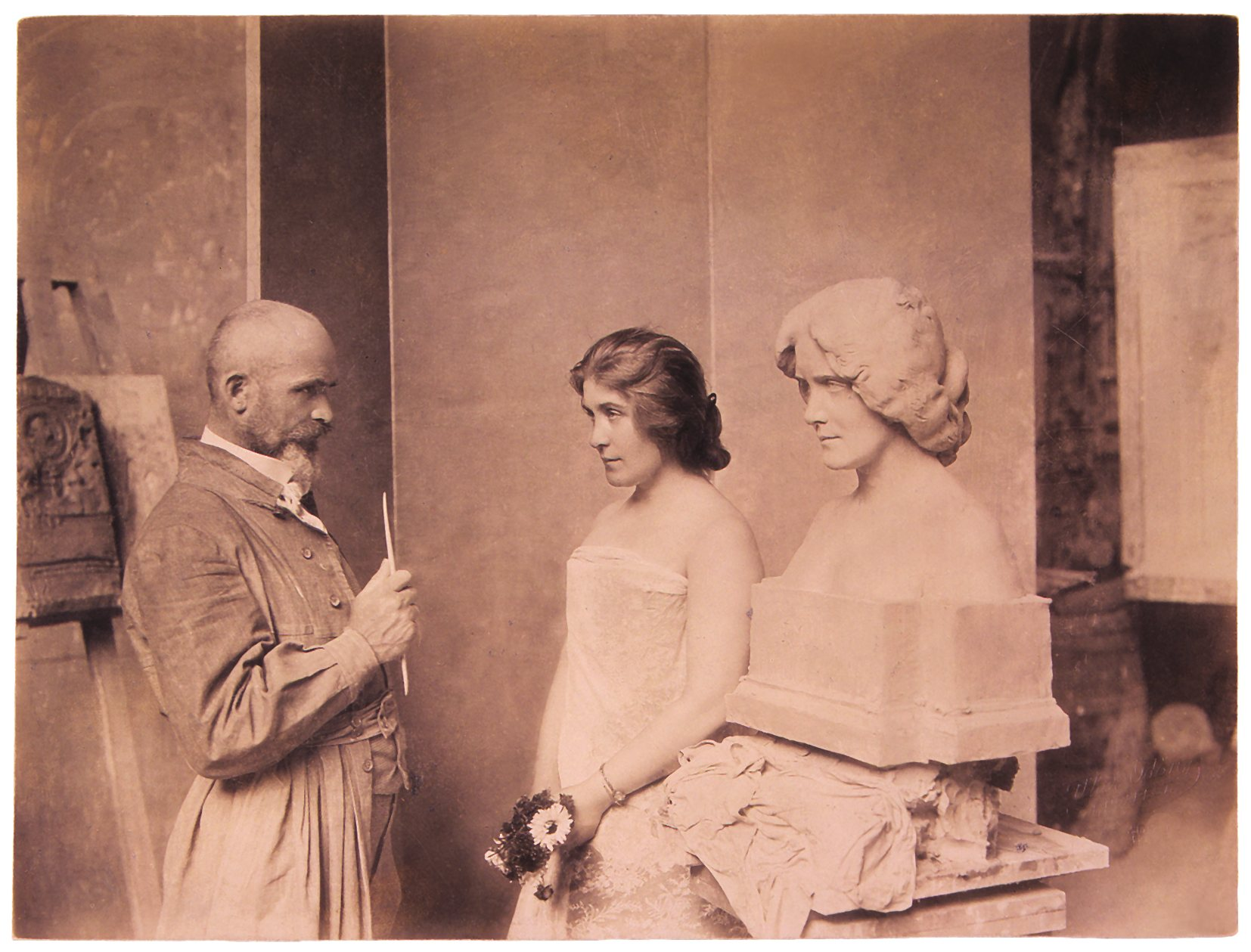
Márkus Emília Strobl Alajos műtermében, 1899-ben

### Shakespeare-szerepei
- Júlia (Rómeó és Júlia)
- Hermia; Titánia (Szentivánéji álom)
- Ophelia (Hamlet)
- Cordelia (Lear király)
- Desdemona (Othello)
- Viola (Vízkereszt)
- Hero (Sok hűhó semmiért)
- Lady Anna (III. Richárd)
- Cressida (Troilus és Cressida)
- Cleopatra (Antonius és Cleopatra)
- Lady Percy (IV. Henrik király)
- Virgilia (Coriolanus)
- Miranda (A vihar)
- Lady Macbeth (Macbeth)
- Paulina (Téli rege)

### További jelentős szerepei
- Iszméné (Szophoklész: Antigoné)
- Gauthier Margit (Alexandre Dumas: A kaméliás hölgy)
- Francillon (Alexandre Dumas: Francillon)
- Stuart Mária (Friedrich Schiller: Stuart Mária)
- Lujza (Friedrich Schiller: Ármány és szerelem)
- Thekla (Friedrich Schiller: Wallenstein)
- Margit (Johann Wolfgang von Goethe: Faust)
- Klárika (Johann Wolfgang von Goethe: Egmont)
- Giovanna (Maurice Maeterlinck: Monna Vanna)
- Nóra (Henrik Ibsen: Nóra)
- Rebecca West (Henrik Ibsen: Rosmersholm)
- Bianca (Oscar Wilde: Florenci tragédia)
- Lady Cicely (George Bernard Shaw: Brassbound…)
- Mathilde (José Echegaray y Eizaguirre: Folt, amely tisztít)
- Judith (Friedrich Hebbel: Judith)
- Claire (Geroges Ohnet: A vasgyáros)
- Zoraya (Victorien Sardou: A boszorkány)
- Holm tanácsosné (Jens Locher: Szülők lázadása)
- Tünde; Mirigy (Vörösmarty Mihály: Csongor és Tünde)
- Éva; Hippia (Madách Imre: Az ember tragédiája)
- Gertrudis; Melinda; Izidóra (Katona József: Bánk bán)
- Noémi (Jókai Mór: Az aranyember)
- Szerémi grófnő (Csiky Gergely: A nagymama)
- Irén (Csiky Gergely: A proletárok)
- Mária Terézia (Szomory Dezső: A nagyasszony)
- Blanda (Dóczy Lajos: Csók)

## Filmszerepei

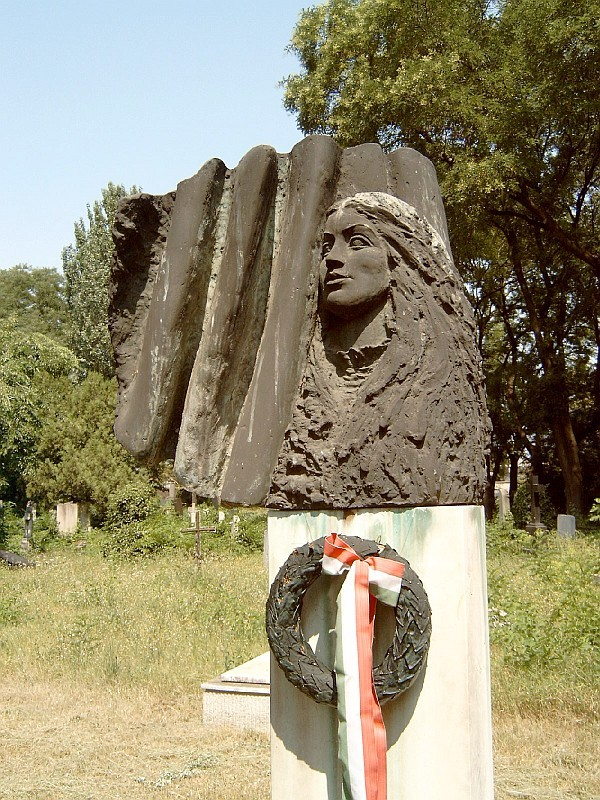
Márkus Emília sírja Budapesten. Kerepesi temető: 33-1-18 (Tóth Julianna szobrász műve)

- Három sárkány (1936) – magyar film
- A névtelen asszony (1918) – magyar némafilm
- Aranyhajú Szfinksz (1914) – magyar némafilm
- A táncz (1901) – magyar némafilm

## Díjai
- A Nemzeti Színház örökös tagja (1928)
- Corvin-koszorú (1930)

## Emlékezete
Budapest VIII. kerületében utca viseli nevét.
Szombathelyen utca viseli nevét.